# Copa J.League
La Copa J.League és una competició futbolística professional del Japó organitzada per la J.League. Sovint és coneguda amb el nom de Copa Yamazaki Nabisco o Copa Nabisco pel patrocini de la companyia Yamazaki Nabisco des del 1992.
Es considera una competició equivalent a les competicions de Copa de la Lliga disputades a molts països europeus. Anteriorment existí la Copa de la Japan Soccer League (Copa JSL) disputada des de 1976.

## Historial
| Any  | Campió              | Resultat                   | Finalista          | Seu                                       |
| ---- | ------------------- | -------------------------- | ------------------ | ----------------------------------------- |
| 1992 | Verdy Kawasaki      | 1-0                        | Shimizu S-Pulse    | Estadi Olímpic de Tòquio                  |
| 1993 | Verdy Kawasaki      | 2-1                        | Shimizu S-Pulse    | Estadi Olímpic de Tòquio                  |
| 1994 | Verdy Kawasaki      | 2-0                        | Jubilo Iwata       | Estadi Memorial de la Universiada de Kobe |
| 1995 | No es disputà       | No es disputà              | No es disputà      | No es disputà                             |
| 1996 | Shimizu S-Pulse     | 3-3 (pròrroga, penals 5-4) | Verdy Kawasaki     | Estadi Olímpic de Tòquio                  |
| 1997 | Kashima Antlers     | 2-1, 5-1, agregat7-2       | Jubilo Iwata       | Estadi Yamaha i Estadi Kashima            |
| 1998 | Jubilo Iwata        | 4-0                        | JEF Ichihara       | Estadi Olímpic de Tòquio                  |
| 1999 | Kashiwa Reysol      | 2-2 (penals 5-4)           | Kashima Antlers    | Estadi Olímpic de Tòquio                  |
| 2000 | Kashima Antlers     | 2-0                        | Kawasaki Frontale  | Estadi Olímpic de Tòquio                  |
| 2001 | Yokohama F. Marinos | 0-0 (penals 3-1)           | Jubilo Iwata       | Estadi Olímpic de Tòquio                  |
| 2002 | Kashima Antlers     | 1-0                        | Urawa Red Diamonds | Estadi Olímpic de Tòquio                  |
| 2003 | Urawa Red Diamonds  | 4-0                        | Kashima Antlers    | Estadi Olímpic de Tòquio                  |
| 2004 | F.C. Tokyo          | 0-0 (penals 4-2)           | Urawa Red Diamonds | Estadi Olímpic de Tòquio                  |
| 2005 | JEF Chiba           | 0-0 (penals 5-4)           | Gamba Osaka        | Estadi Olímpic de Tòquio                  |
| 2006 | JEF Chiba           | 2-0                        | Kashima Antlers    | Estadi Olímpic de Tòquio                  |
| 2007 | Gamba Osaka         | 1-0                        | Kawasaki Frontale  | Estadi Olímpic de Tòquio                  |
| 2008 | Oita Trinita        | 2-0                        | Shimizu S-Pulse    | Estadi Olímpic de Tòquio                  |

## MVP
| Any  | Campió            | Club                      | País   |
| ---- | ----------------- | ------------------------- | ------ |
| 1992 | Kazuyoshi Miura   | Verdy Kawasaki            | Japó   |
| 1993 | Bismarck          | Verdy Kawasaki            | Brasil |
| 1994 | Bismarck          | Verdy Kawasaki            | Brasil |
| 1996 | Santos            | Shimizu S-Pulse           | Brasil |
| 1997 | Jorginho          | Kashima Antlers           | Brasil |
| 1998 | Nobuo Kawaguchi   | Jubilo Iwata              | Japó   |
| 1999 | Takeshi Watanabe  | Kashiwa Reysol            | Japó   |
| 2000 | Koji Nakata       | Kashima Antlers           | Japó   |
| 2001 | Tatsuya Enomoto   | Yokohama F. Marinos       | Japó   |
| 2002 | Mitsuo Ogasawara  | Kashima Antlers           | Japó   |
| 2003 | Tatsuya Tanaka    | Urawa Red Diamonds        | Japó   |
| 2004 | Yoichi Doi        | FC Tokyo                  | Japó   |
| 2005 | Tomonori Tateishi | JEF United Ichihara Chiba | Japó   |
| 2006 | Koki Mizuno       | JEF United Ichihara Chiba | Japó   |
| 2007 | Michihiro Yasuda  | Gamba Osaka               | Japó   |
| 2008 | Daiki Takamatsu   | Oita Trinita              | Japó   |